# Maycee Barber
Maycee Kaye Barber (Greeley, Colorado; 18 de mayo de 1998) es una artista marcial mixta estadounidense que compite en la división de peso mosca femenino de Ultimate Fighting Championship. Desde el 18 de abril de 2023 es la número 11 en la clasificación de peso mosca femenino la UFC. Desde el 12 de marzo de 2024, ocupa el puesto número #4 en la clasificación de peso mosca femenino de UFC, y a partir del 7 de mayo de 2024, ocupa el puesto #15 en la clasificación libra por libra femenina de UFC.

## Primeros años
Nació en Greeley, Colorado. Comenzó a practicar artes marciales mixtas a una edad temprana y puso sus ojos en convertirse en una luchadora profesional. En una entrevista con Kevin Iole de Yahoo Sports, el padre de Barber, Bucky Barber, dijo: "En ese momento, fue: 'Vale, cuanto mejor la hagamos como luchadora, menos daño va a sufrir'. Así que empezamos a viajar, y la llevamos literalmente por todo Estados Unidos".
Tiene un hermano menor, Wyatt, que también es un artista marcial mixto contratado por Bellator.

## Carrera en artes marciales mixtas

### Carrera temprana
Se convirtió en profesional a la edad de 19 años después de ganar una pelea amateur donde ganó la pelea en 20 segundos y se unió a Legacy Fighting Alliance después del combate. Después de pasar a 4-0 con tres paradas UFC entró en el redil y le dio la oportunidad de competir en Dana White's Contender Series.

### Dana White's Tuesday Night Contender Series
El 17 de julio de 2018, en el programa Dana White's Contender Series 13, se enfrentó a Jamie Colleen, donde recibió un contrato con Ultimate Fighting Championship después de ganar por parada médica en el tercer asalto contra Colleen.

### Ultimate Fighting Championship
Debutó en la UFC contra Hannah Cifers el 10 de noviembre de 2018 en UFC Fight Night: Korean Zombie vs. Rodríguez. Ganó el combate por TKO en el segundo asalto.
Barber se enfrentó a JJ Aldrich el 23 de marzo de 2019 en UFC Fight Night: Thompson vs. Pettis. Ganó el combate por TKO en el segundo asalto.
Barber se enfrentó a Gillian Robertson el 18 de octubre de 2019 en UFC on ESPN: Reyes vs. Weidman. Ganó el combate por TKO en el primer asalto.
Barber enfrentó a Roxanne Modafferi el 18 de enero de 2020 en UFC 246. Perdió el combate por decisión unánime.
Barber se enfrentó a Alexa Grasso el 13 de febrero de 2021 en UFC 258. Perdió el combate por decisión unánime.
Barber se enfrentó a Miranda Maverick el 24 de julio de 2021 en UFC on ESPN: Sandhagen vs. Dillashaw. Ganó el combate por decisión dividida. 22 de 22 medios de comunicación puntuaron el combate como una victoria para Maverick.
Se esperaba que se enfrentara a Montana De La Rosa el 11 de diciembre de 2021 en UFC 269. Sin embargo, De La Rosa se retiró del combate a principios de octubre alegando una lesión, y fue sustituida por Erin Blanchfield. A su vez, Barber se retiró a principios de noviembre por razones no reveladas.
Barber se enfrentó a Montana De La Rosa el 23 de abril de 2022 en UFC Fight Night: Lemos vs. Andrade. Ganó el combate por decisión unánime.
Barber se enfrentó a Jessica Eye el 2 de julio de 2022 en UFC 276. Ganó el combate por decisión unánime. El combate también supuso el último de su contrato vigente, y volvió a firmar con la UFC a finales de año.
Barber se enfrentó a Andrea Lee el 25 de marzo de 2023 en UFC on ESPN: Vera vs. Sandhagen. Ella ganó por decisión dividida.
Barber se enfrentó a Amanda Ribas el 24 de junio de 2023 en UFC on ABC: Emmett vs. Topuria. Ella ganó la pelea en el segundo asalto, derrotando a Ribas con codazos y golpes en el suelo.  La victoria le valió a Barber su primer premio Actuación de la Noche. 
Barber se enfrentó a Katlyn Chookagian el 9 de marzo de 2024 en UFC 299.  Ella ganó la pelea por decisión unánime. 
Barber estaba programada para enfrentarse a Rose Namajunas el 13 de julio de 2024 en UFC on ESPN 59. Sin embargo, Barber se retiró de la pelea por razones desconocidas y fue reemplazada por Tracy Cortez.

## Campeonatos y logros
- Ultimate Fighting Championship
  - Actuación de la Noche (una vez) vs. Amanda Ribas[35]
  - Segundo mayor número de nocauts en la historia del peso mosca femenino de la UFC (3)[40]
  - Empatada (Gillian Robertson) o tercera con mayor número de victorias en la historia de la división de peso mosca femenino de UFC (8) [40]
  - Empatadas (Manon Fiorot y Erin Blanchfield) por la segunda racha de victorias más larga en la historia de la división de peso mosca femenino de UFC (6) [40]

## Récord en artes marciales mixtas
| Récord profesional | Récord profesional | Récord profesional |
| 16 peleas          | 14 victorias       | 2 derrotas         |
| ------------------ | ------------------ | ------------------ |
| Nocaut             | 6                  | 0                  |
| Sumisión           | 2                  | 0                  |
| Decisión           | 6                  | 2                  |

| Resultado | Récord | Oponente           | Método                                 | Evento                                       | Fecha                   | Ronda | Tiempo | Localización          | Notas                                  |
| --------- | ------ | ------------------ | -------------------------------------- | -------------------------------------------- | ----------------------- | ----- | ------ | --------------------- | -------------------------------------- |
| Victoria  | 14-2   | Katlyn Chookagian  | Decisión (unánime)                     | UFC 299                                      | 9 de marzo de 2024      | 3     | 5:00   | Miami, Florida        |                                        |
| Victoria  | 13-2   | Amanda Ribas       | TKO (codazos y puñetazos)              | UFC on ABC: Emmett vs. Topuria               | 24 de junio de 2023     | 2     | 3:42   | Jacksonville, Florida |                                        |
| Victoria  | 12-2   | Andrea Lee         | Decisión (dividida)                    | UFC on ESPN: Vera vs. Sandhagen              | 25 de marzo de 2023     | 3     | 5:00   | San Antonio, Texas    |                                        |
| Victoria  | 11-2   | Jessica Eye        | Decisión (unánime)                     | UFC 276                                      | 2 de julio de 2022      | 3     | 5:00   | Las Vegas, Nevada     |                                        |
| Victoria  | 10-2   | Montana De La Rosa | Decisión (unánime)                     | UFC Fight Night: Lemos vs. Andrade           | 23 de abril de 2022     | 3     | 5:00   | Las Vegas, Nevada     |                                        |
| Victoria  | 9-2    | Miranda Maverick   | Decisión (dividida)                    | UFC on ESPN: Sandhagen vs. Dillashaw         | 24 de julio de 2021     | 3     | 5:00   | Las Vegas, Nevada     |                                        |
| Derrota   | 8-2    | Alexa Grasso       | Decisión (unánime)                     | UFC 258                                      | 13 de febrero de 2021   | 3     | 5:00   | Las Vegas, Nevada     |                                        |
| Derrota   | 8-1    | Roxanne Modafferi  | Decisión (unánime)                     | UFC 246                                      | 18 de enero de 2020     | 3     | 5:00   | Las Vegas, Nevada     |                                        |
| Victoria  | 8-0    | Gillian Robertson  | TKO (puñetazos)                        | UFC on ESPN: Reyes vs. Weidman               | 18 de octubre de 2019   | 1     | 3:04   | Boston, Massachussets |                                        |
| Victoria  | 7-0    | JJ Aldrich         | TKO (rodillazos y puñetazos)           | UFC Fight Night: Thompson vs. Pettis         | 23 de marzo de 2019     | 2     | 3:01   | Nashville, Tennessee  | Debut en el peso mosca.                |
| Victoria  | 6-0    | Hannah Cifers      | TKO (codazos y puñetazos)              | UFC Fight Night: Korean Zombie vs. Rodríguez | 10 de noviembre de 2018 | 2     | 2:01   | Denver, Colorado      |                                        |
| Victoria  | 5-0    | Jamie Colleen      | TKO (codazos)                          | Dana White's Contender Series 13             | 13 de julio de 2018     | 3     | 4:15   | Las Vegas, Nevada     |                                        |
| Victoria  | 4-0    | Audrey Perkins     | TKO (puñetazos y codazos)              | LFA 39                                       | 4 de mayo de 2018       | 2     | 2:54   | Vail, Colorado        |                                        |
| Victoria  | 3-0    | Kaila Thompson     | Sumisión (estrangulamiento por detrás) | LFA 33                                       | 18 de febrero de 2018   | 1     | 0:31   | Dallas, Texas         | Combate de peso acordado (120 libras). |
| Victoria  | 2-0    | Mallory Martin     | Decisión (unánime)                     | LFA 22                                       | 8 de septiembre de 2017 | 3     | 5:00   | Broomfield, Colorado  |                                        |
| Victoria  | 1-0    | Itzel Esquivel     | Sumisión (barra de brazo)              | LFA 14                                       | 23 de junio de 2017     | 1     | 3:52   | Houston, Texas        | Debut en el peso paja.                 |